# Татарски проток
Тата̀рският проток (на руски: Татарский пролив) е проток, разположен между континенталната част на Азия на запад и остров Сахалин на изток, като съединява Японско море на юг и Охотско море на север. Има дължина 663 km, ширината в южната му част е до 324 km, а в северната му част до 40 km. В най-тясната си част – протока Невелски е едва 7,3 km, а най-малката дълбочина е 7,2 m. Северната част на Татарския проток носи названието Амурски лиман (по мнението на някои изследователи протока Невелски и Амурския лиман не влизат в състава на Татарския проток).
На юг бреговете му са планински, стръмни, а на север – низинни. Средната температура на водата през лятото достига 10-12 °C. През зимата замръзва, като на север край брега се образуват неподвижни ледове, а в откритите южни части – плаващи ледове. Приливите на юг са полуденонощни и смесени (до 2,7 m), а в Амурския лиман – неправилни денонощни (над 2 m). Протокът предоставя условия за промишлен риболов – селда, камбала, палтус и др. През протока преминават важни морски пътища от Охотско и Японско море към устието на река Амур, а също имежду континента и остров Сахалин. Най-важни пристанища са: Советская Гаван в Хабаровски край, Александровск Сахалински, Холмск и Углегорск в Сахалинска област.

## Любопитни факти
По времето на сталинизма с цел спиране на студеното приморско течение от Охотско море са разработвани проекти за съединяване на Сахалин с континенталната част на Русия. По този начин крайбрежието на Приморския край ще се затопли, а пристанището Владивосток ще престане да замръзва. Под пролива е започнат строеж на железопътен тунел към остров Сахалин. Проектът обаче се е оказал трудоемък и финансово неизгоден, поради което бил прекратен.